# Coléus
Coleus, Plectranthus, Solenostemon · Colioles
Taxons concernés
Parmi la famille des Lamiaceae : 

Selon les classifications, dans les genres :
- Coleus (ITIS)
- Plectranthus (GRIN)
- SolenostemonColéus horticoles

Les Coléus ou Colioles sont des plantes d'origine tropicale, de la famille des Lamiacées (Lamiaceae) dont la classification a évolué, si bien que le genre Coleus, et les espèces qui le constituent, ont pu avoir été classés par les botanistes dans le genre Plectranthus. Depuis 2019 ces deux genres existent et sont distincts. 'Coleus' reste toutefois utilisé comme nom vernaculaire en horticulture ou en phytothérapie. Les coléus sont des plantes de culture facile et à croissance rapide. Certaines variétés horticoles, hybrides ou cultivars de Plectranthus scutellarioides, présentent un feuillage coloré spectaculaire. 

## Description

### Coléus originels
La plupart des espèces de Coleus sauvages ont des feuilles vertes dentelées qui évoquent celles de l'ortie ou la menthe, et une inflorescence en épi portant de petites fleurs de couleur bleu tirant plus ou moins sur le violet.

Quelques anciennes espèces du genre Coleus
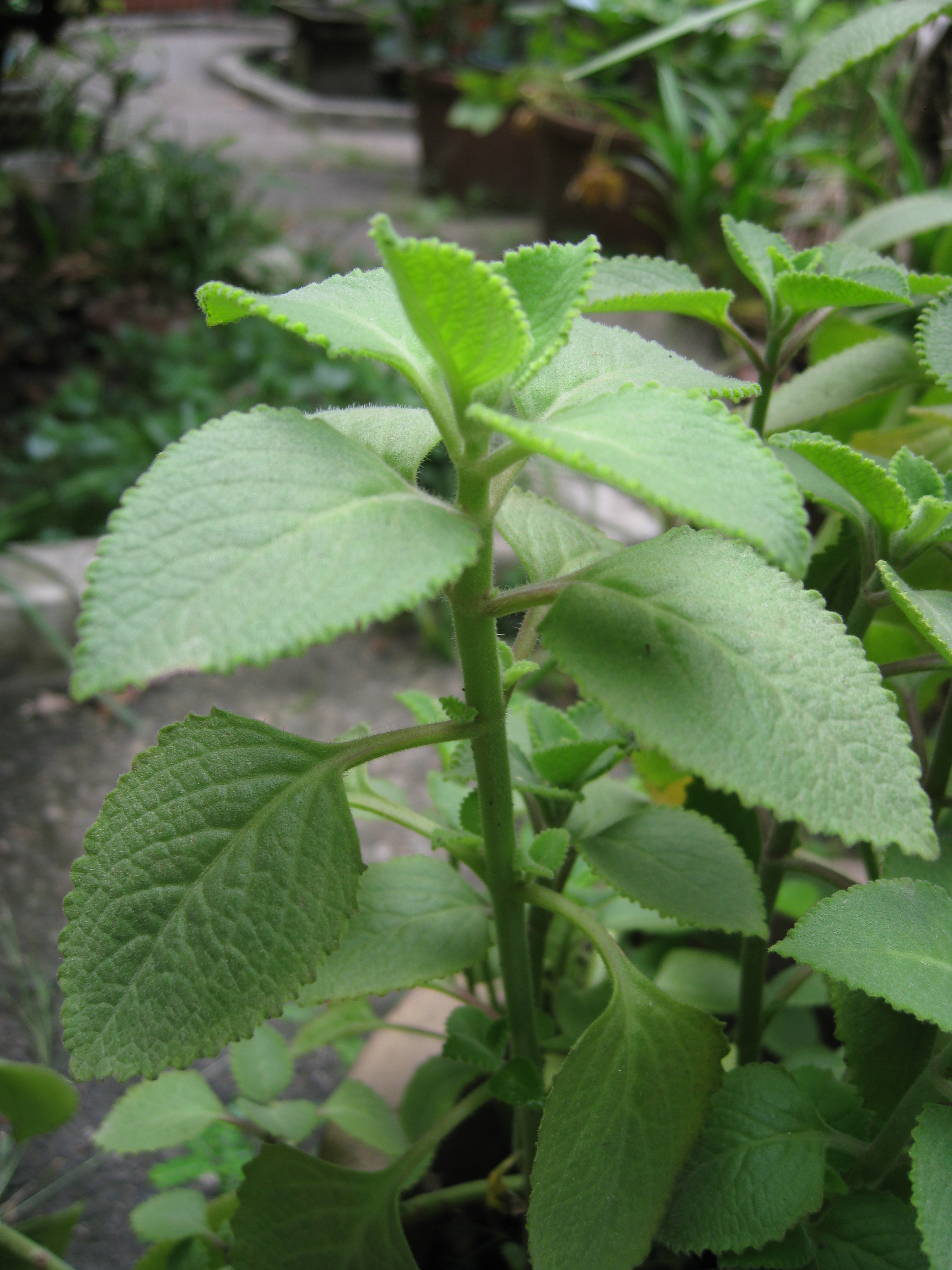
C. amboinicus = Plectranthus amboinicus
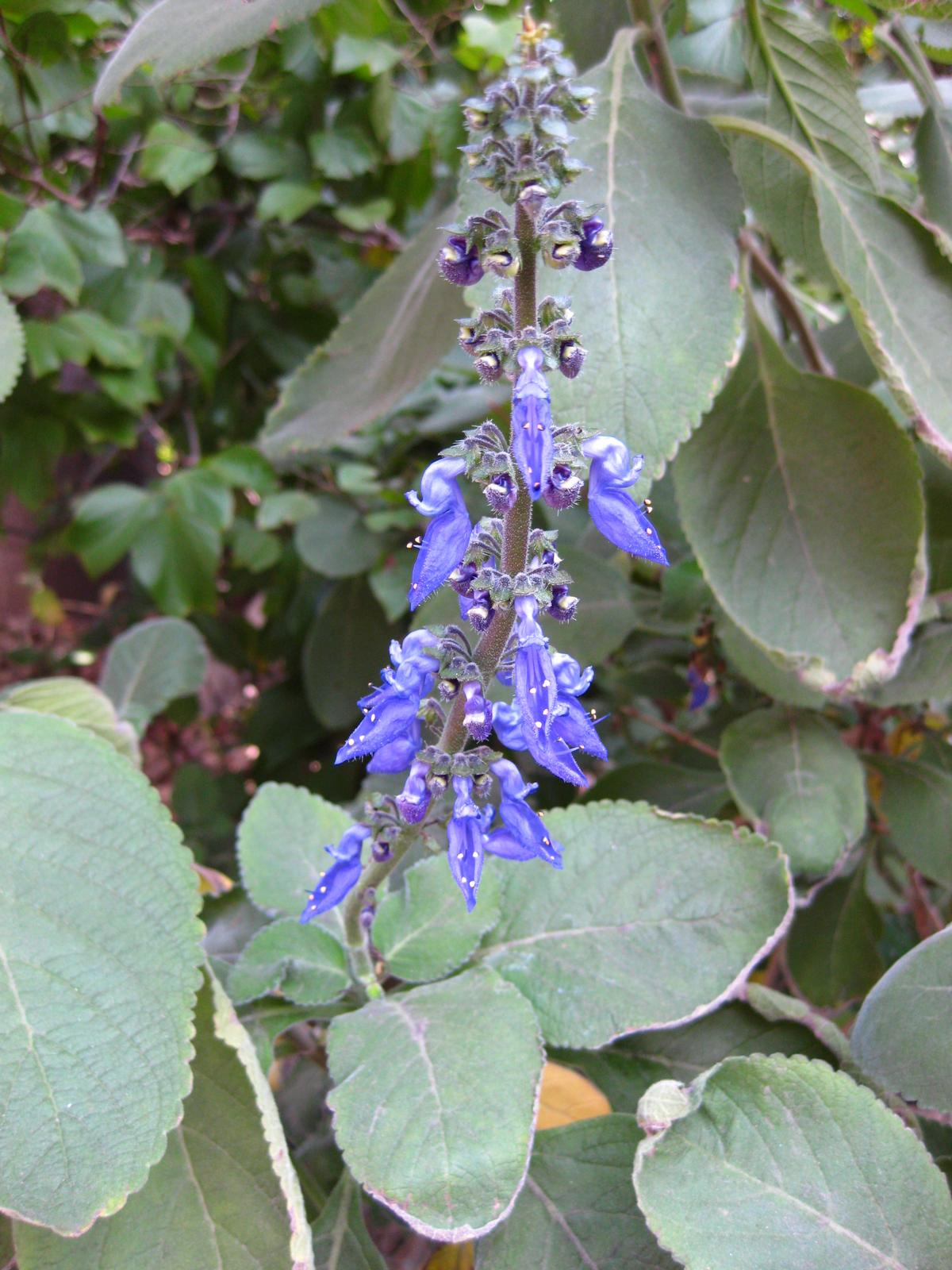
C. forskohlii = Plectranthus barbatus
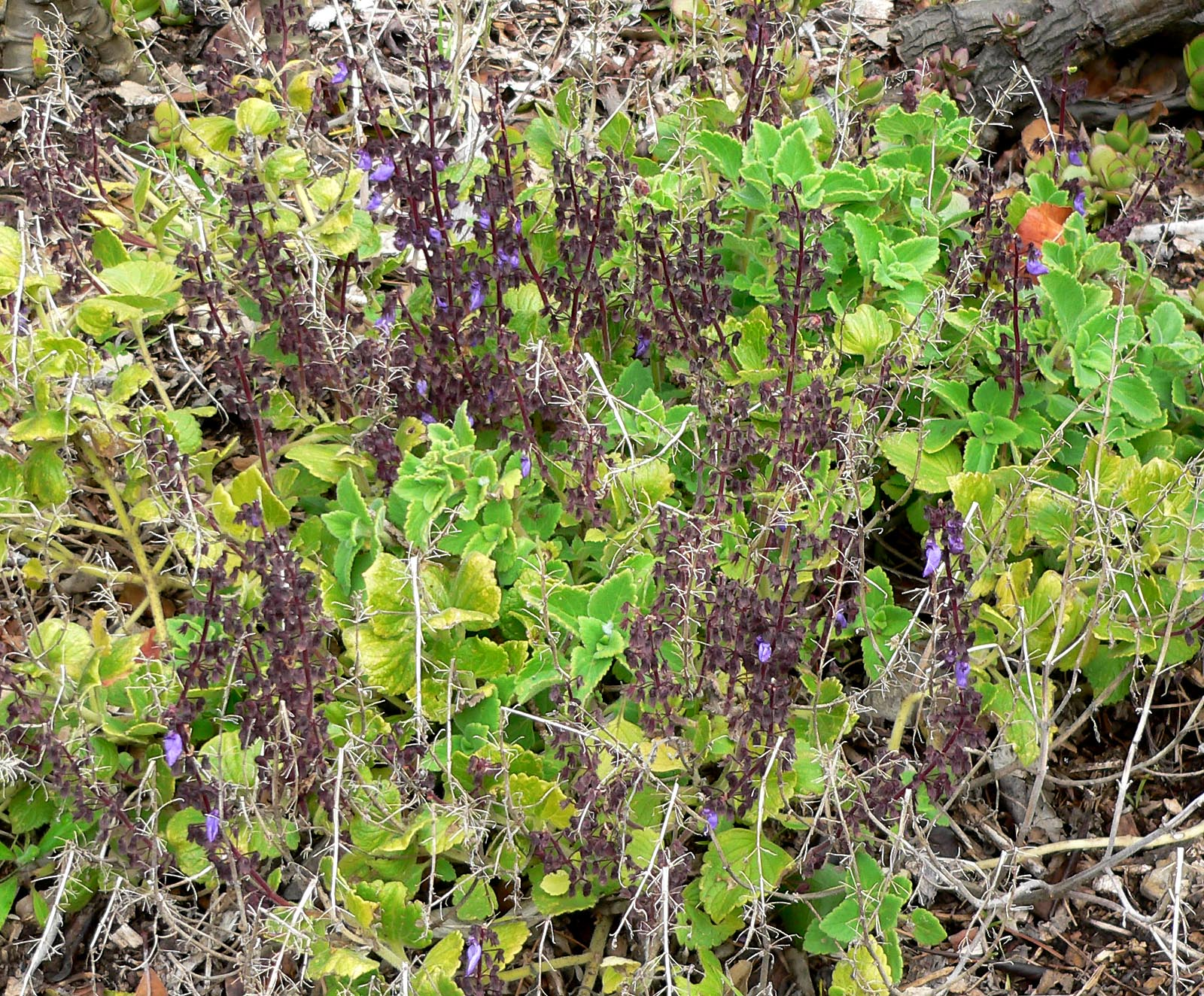
C. lanuginosus = Plectranthus lanuginosus
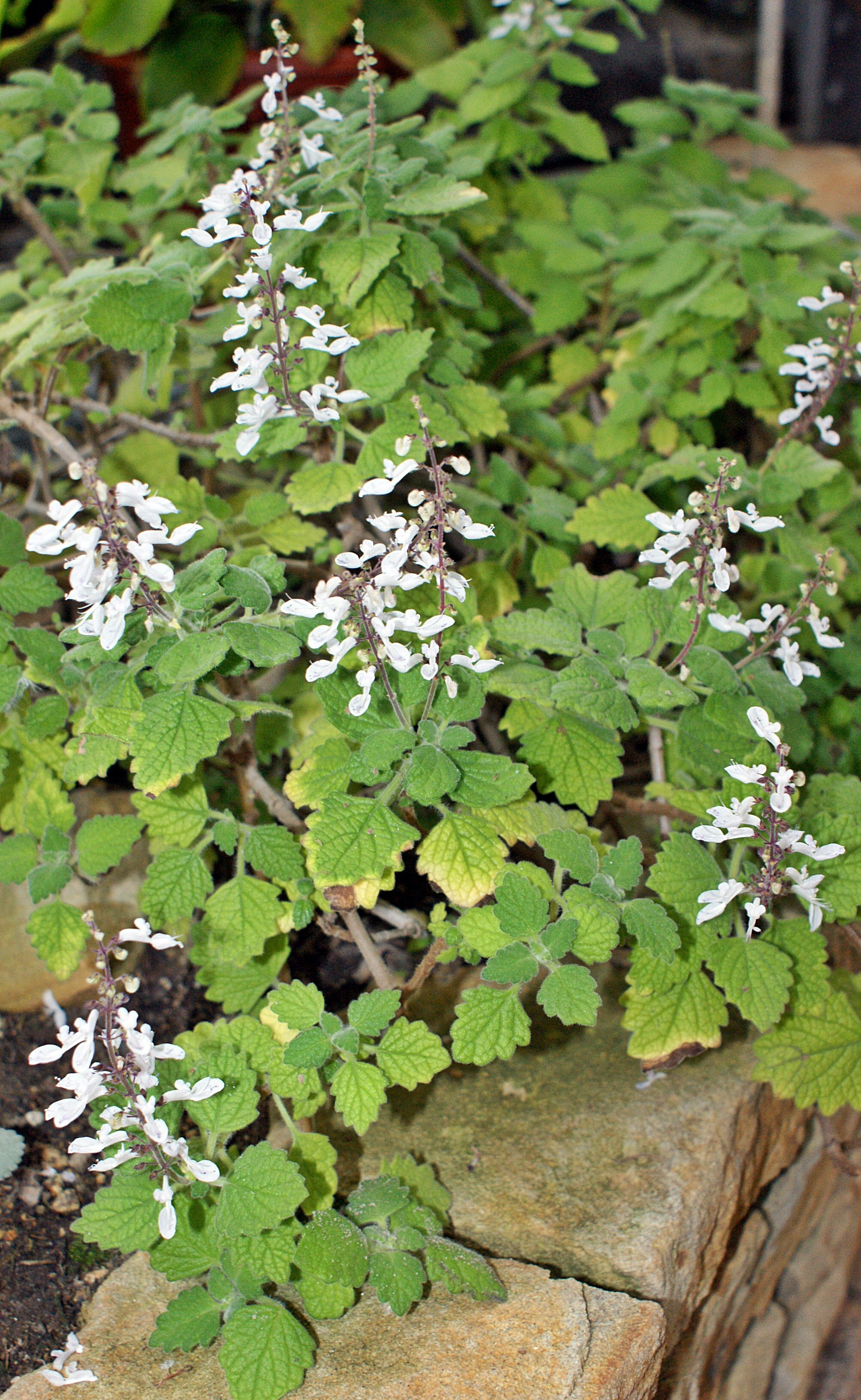
C. madagascariensis = P. madagascariensis
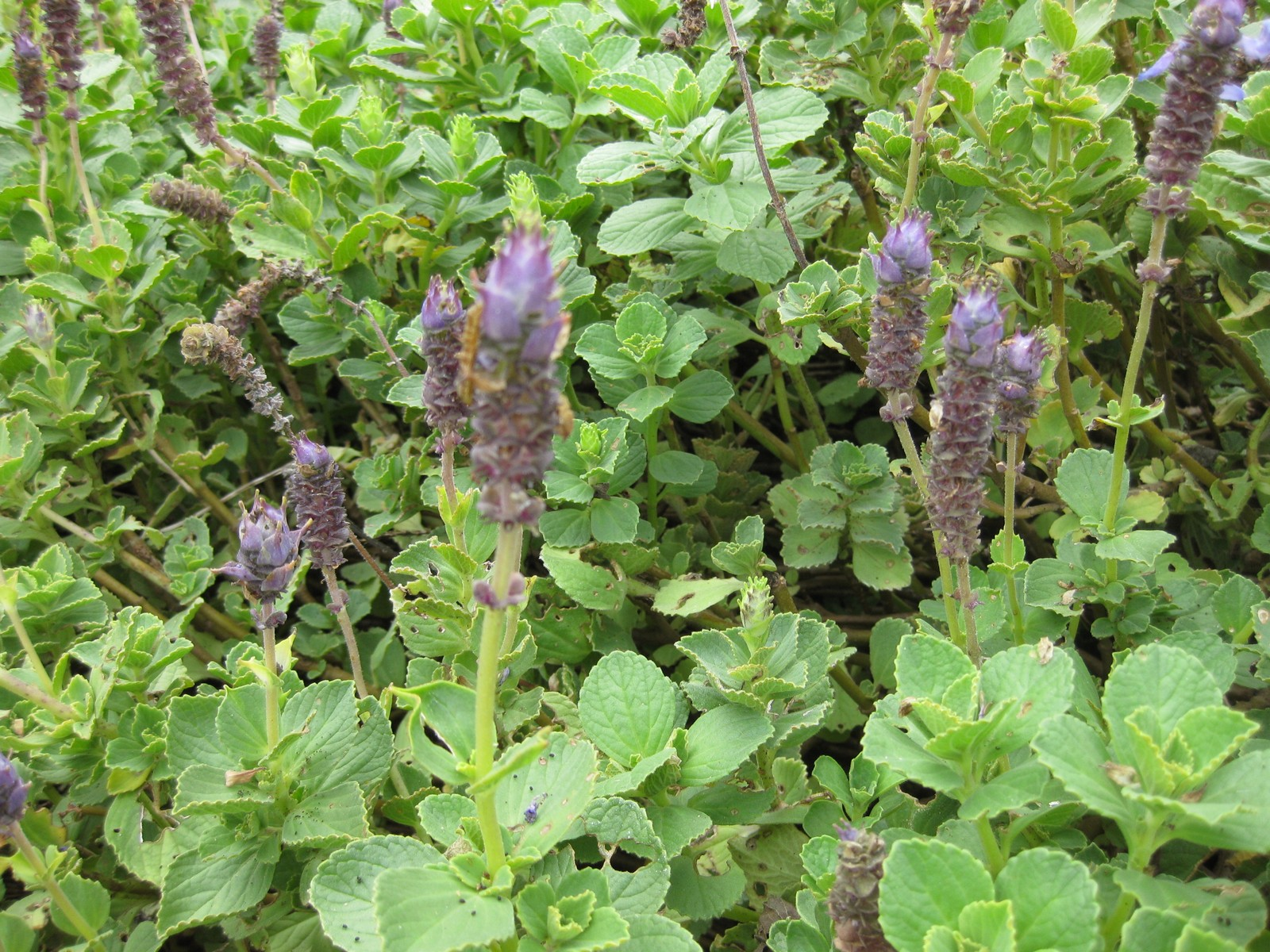
C. neochilus = Plectranthus neochilus
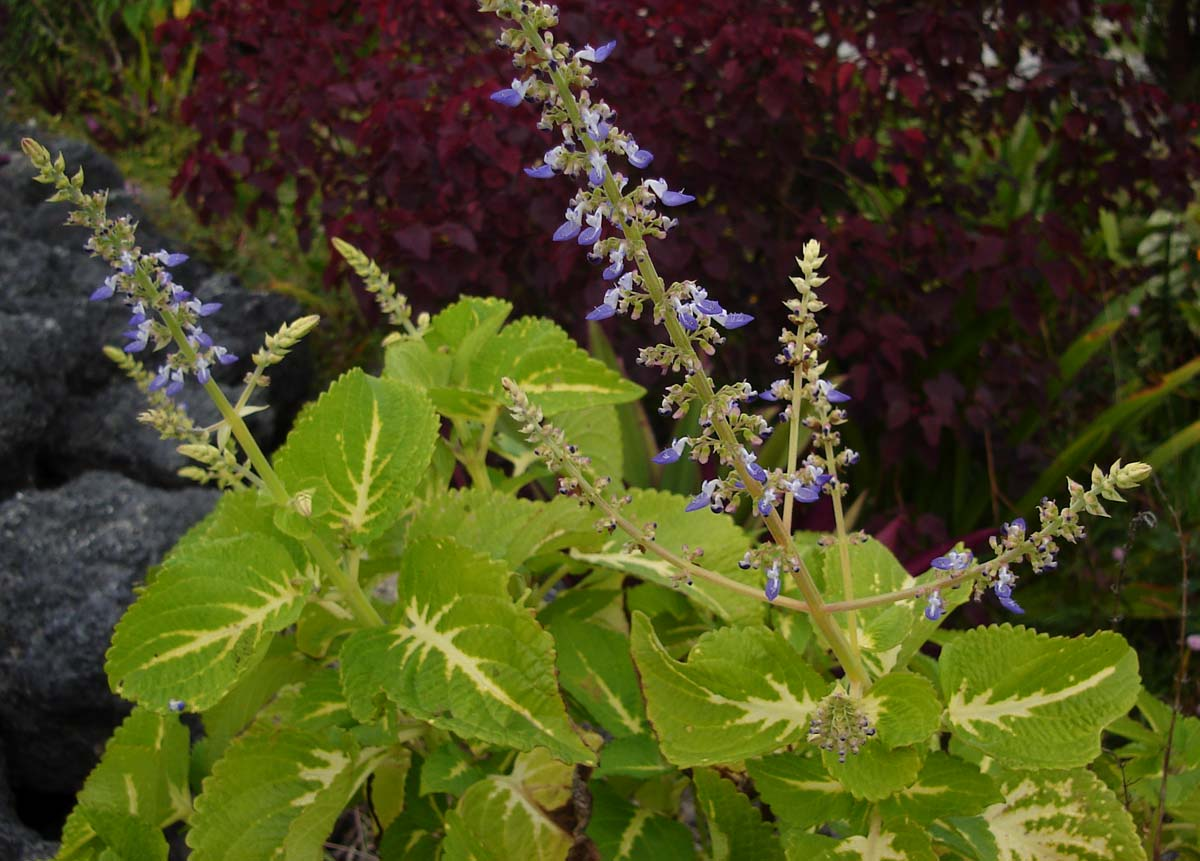
C. Coleus blumei = Plectranthus scutellarioides

### Coléus d'ornement
La coloration remarquables des feuilles de certains coléus est due à des disparités de pigmentation entre les différentes zones qui les constituent. Certaines zones peuvent être entièrement dépourvues de chlorophylle.

Quelques coléus horticoles
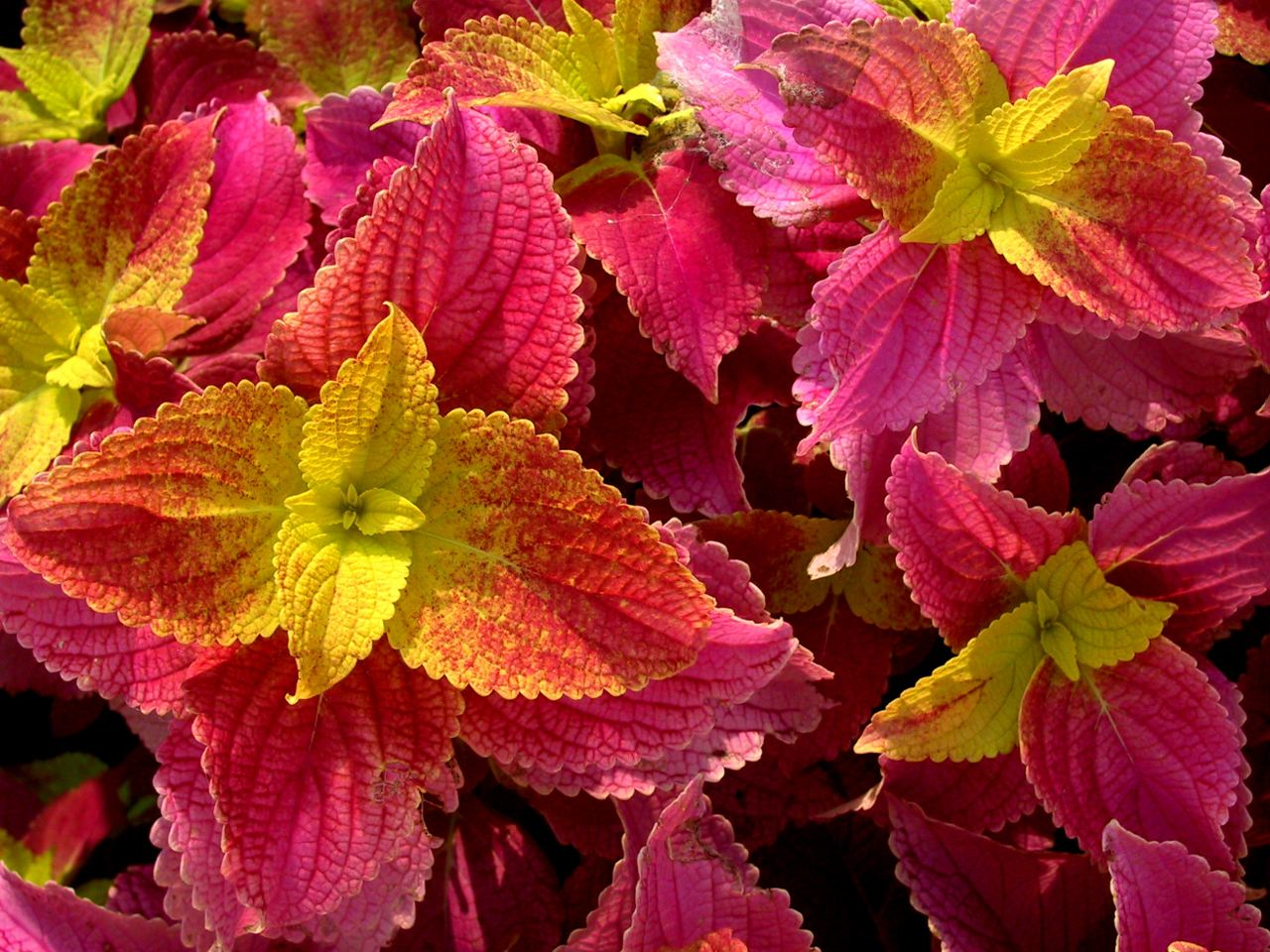
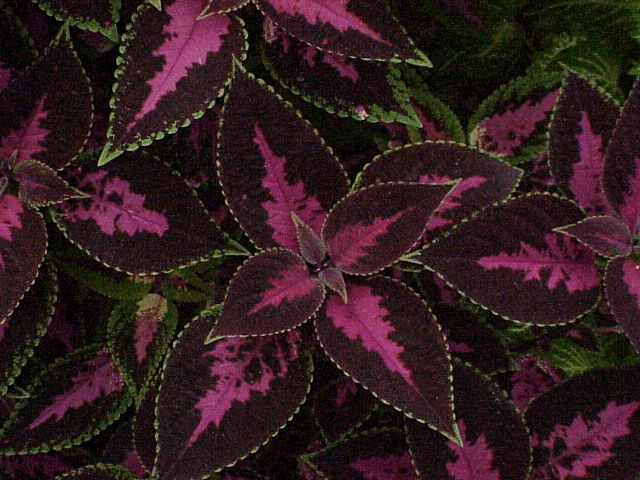
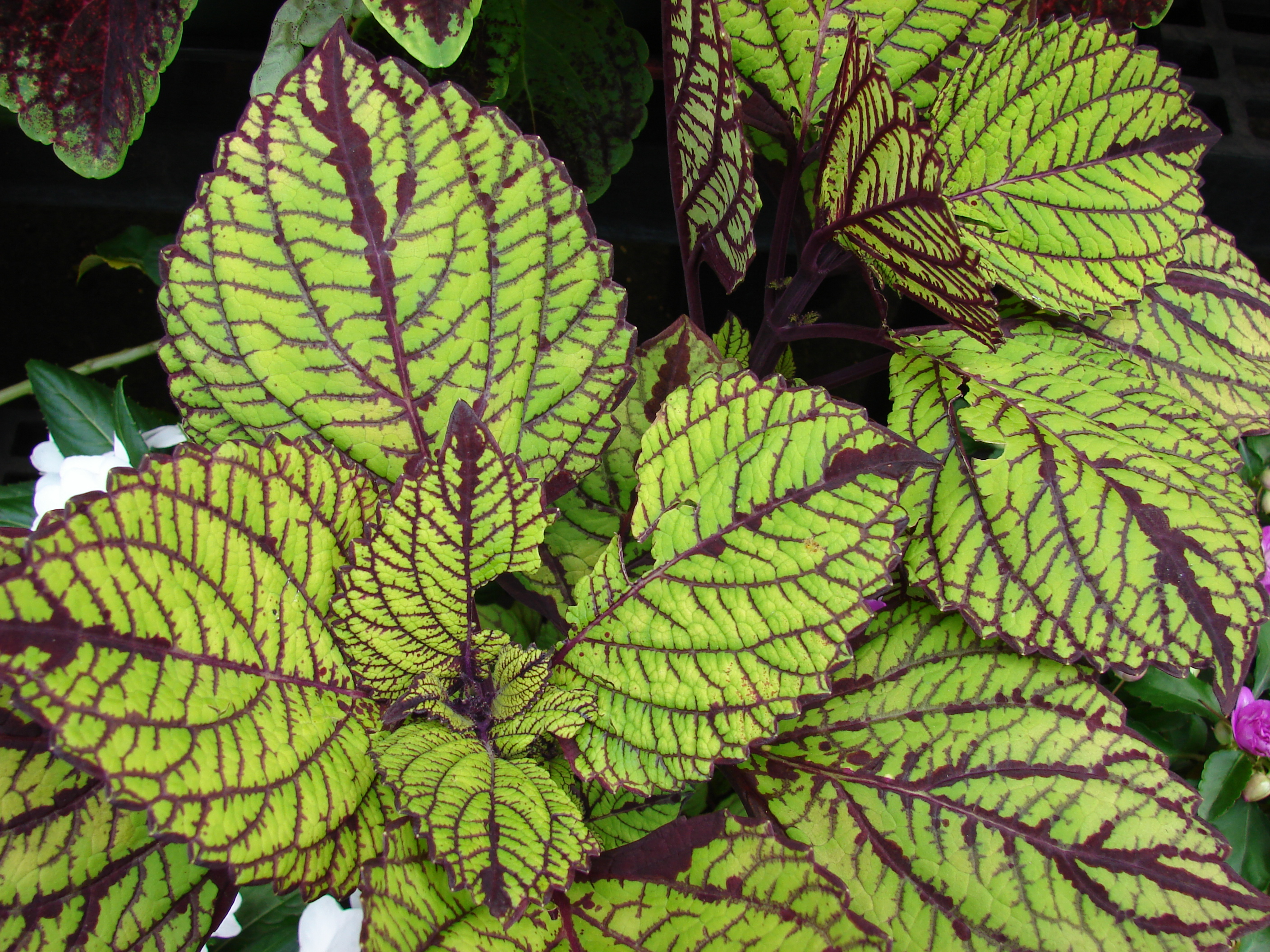
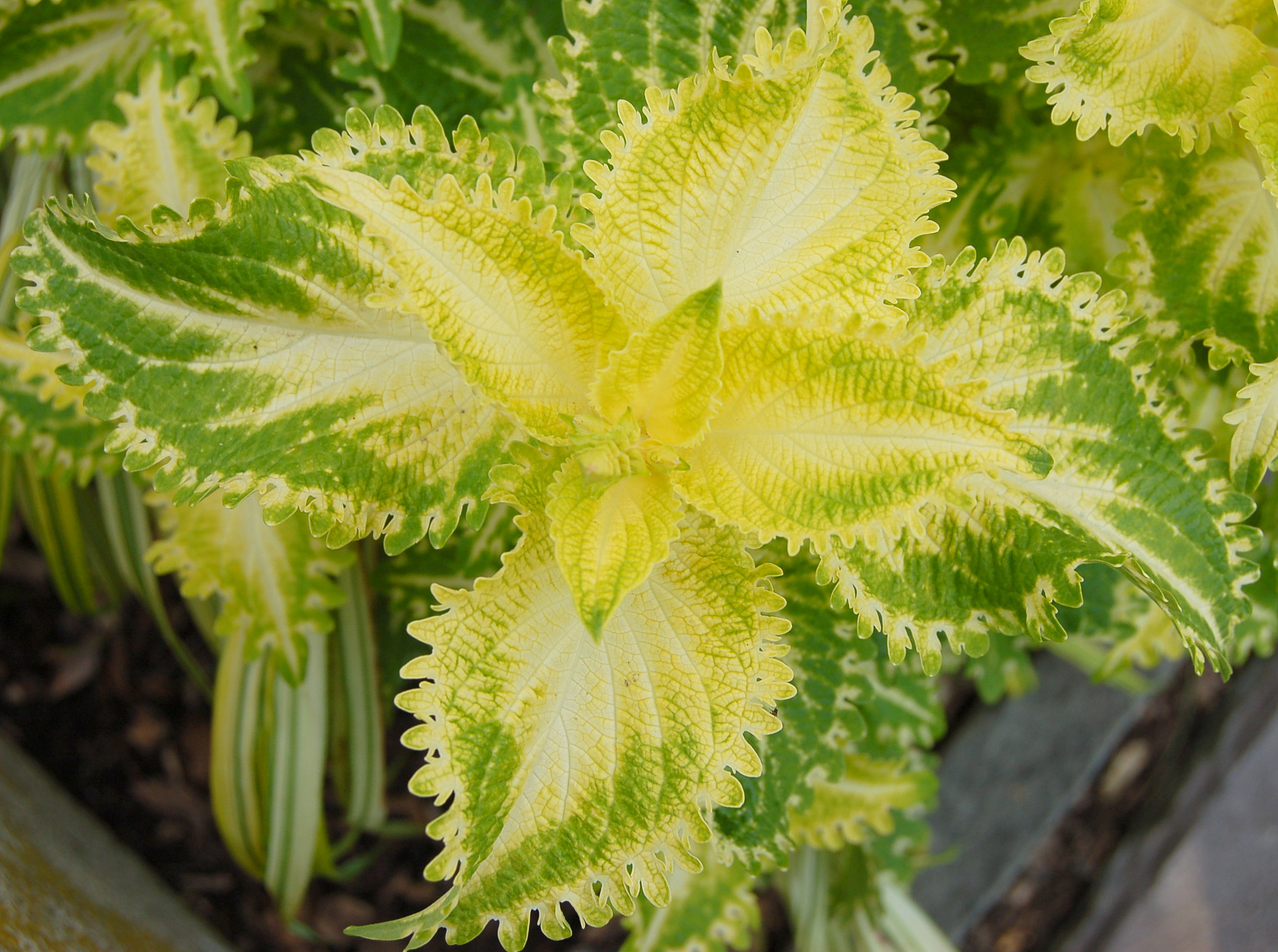
Hybride 'Lime Frills'
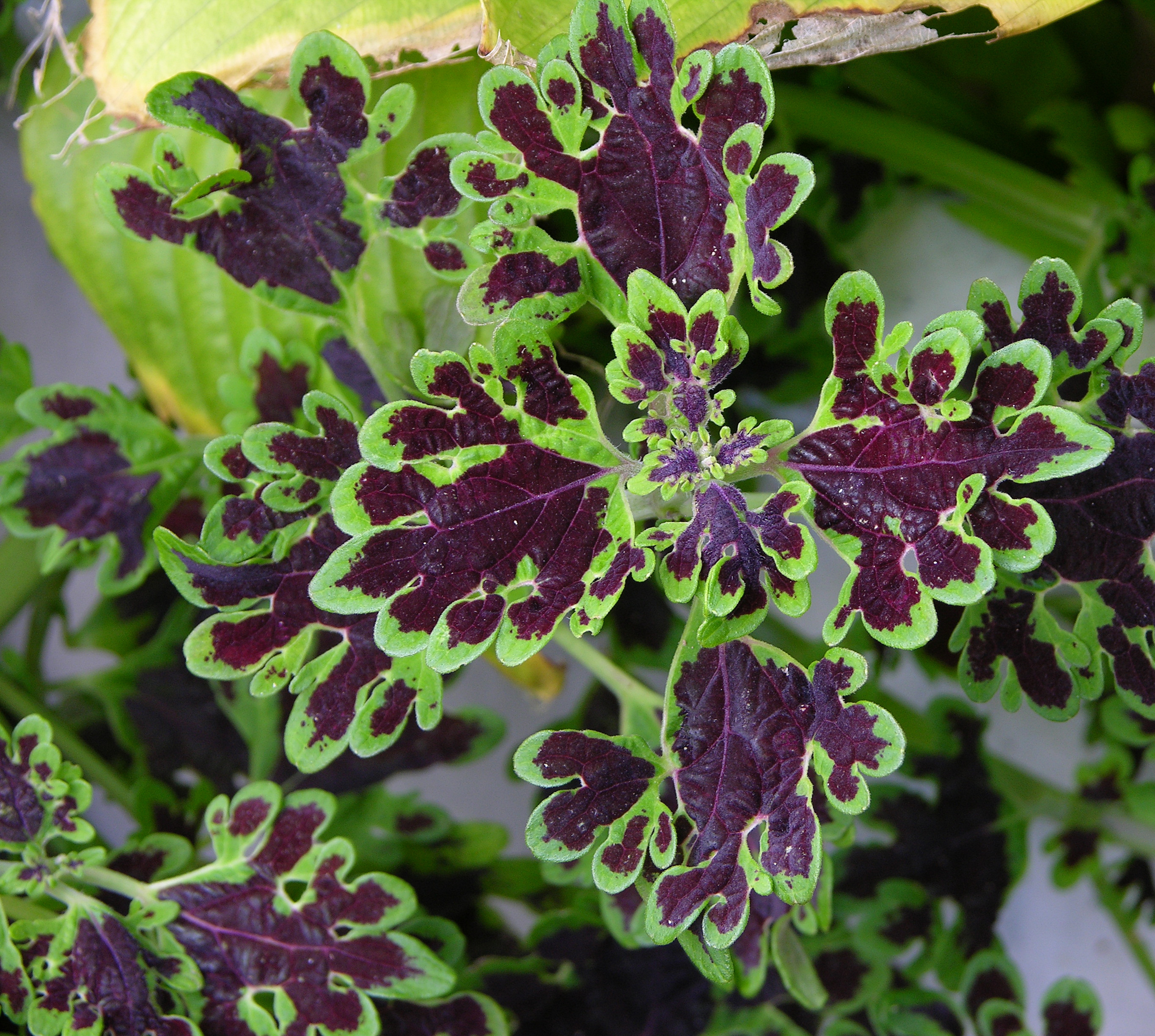
Hybride 'Inky Fingers'
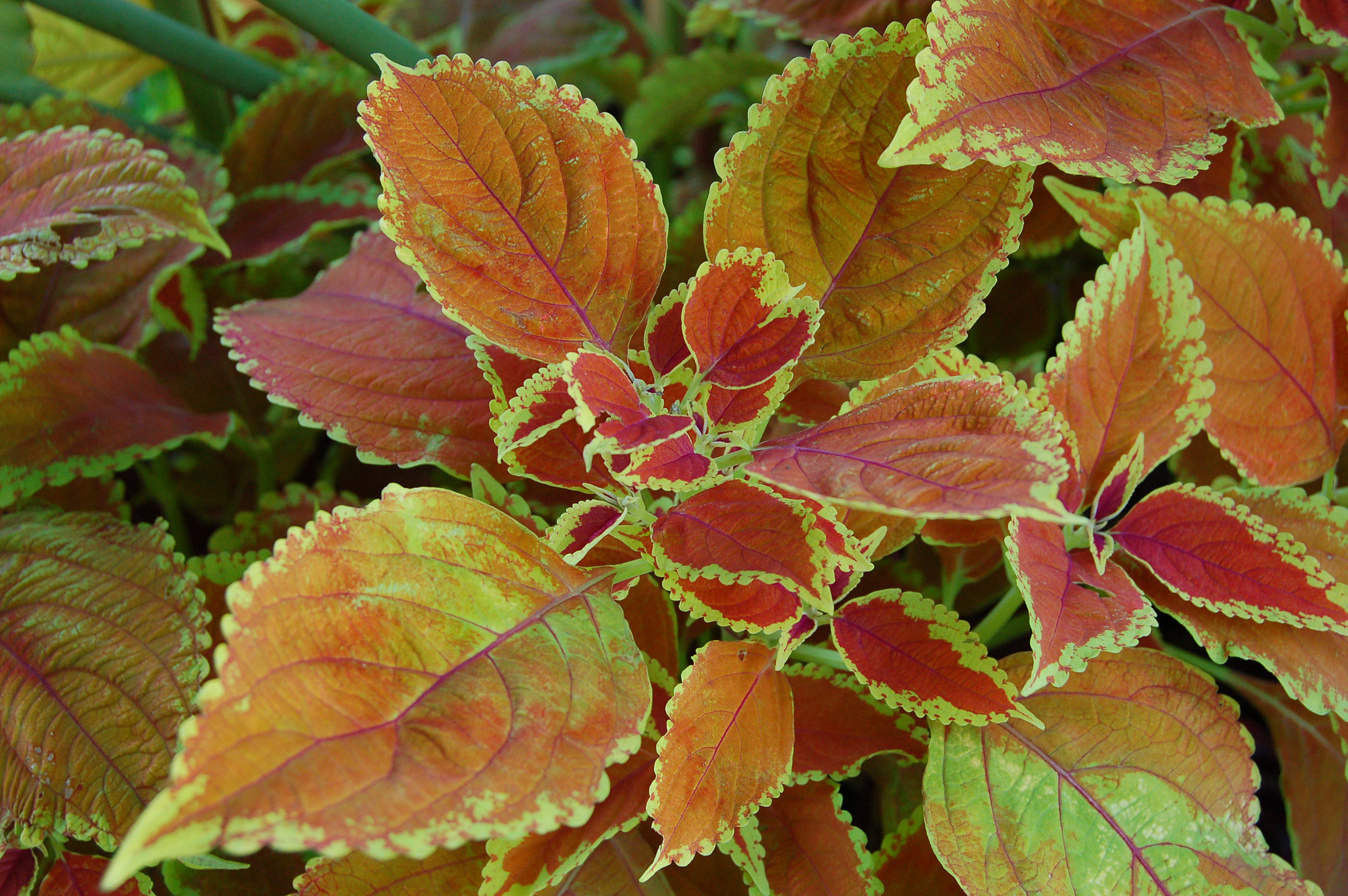
Hybride 'Rustic Orange'
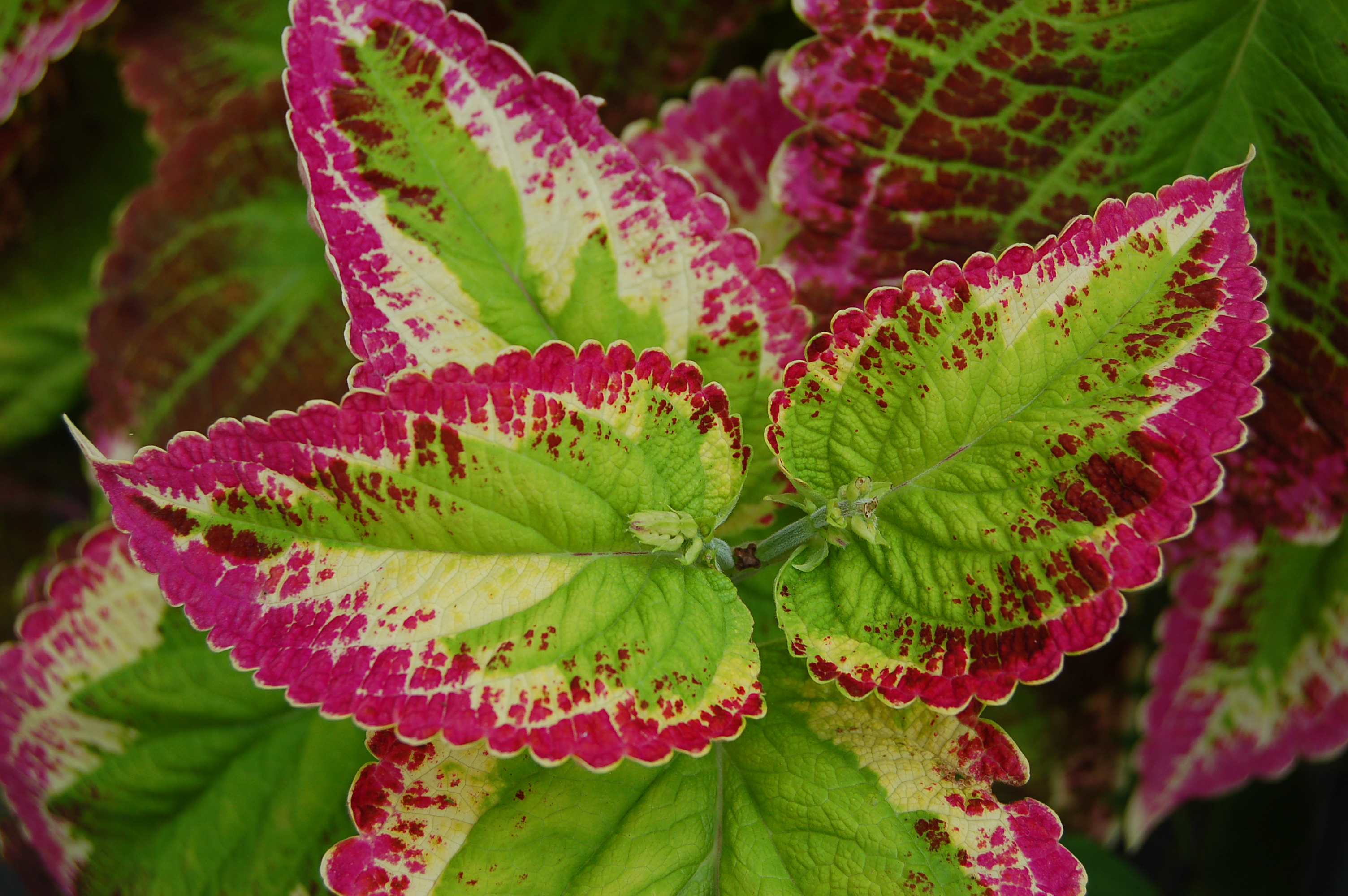
Hybride 'Japanese Giant'

### Confusion

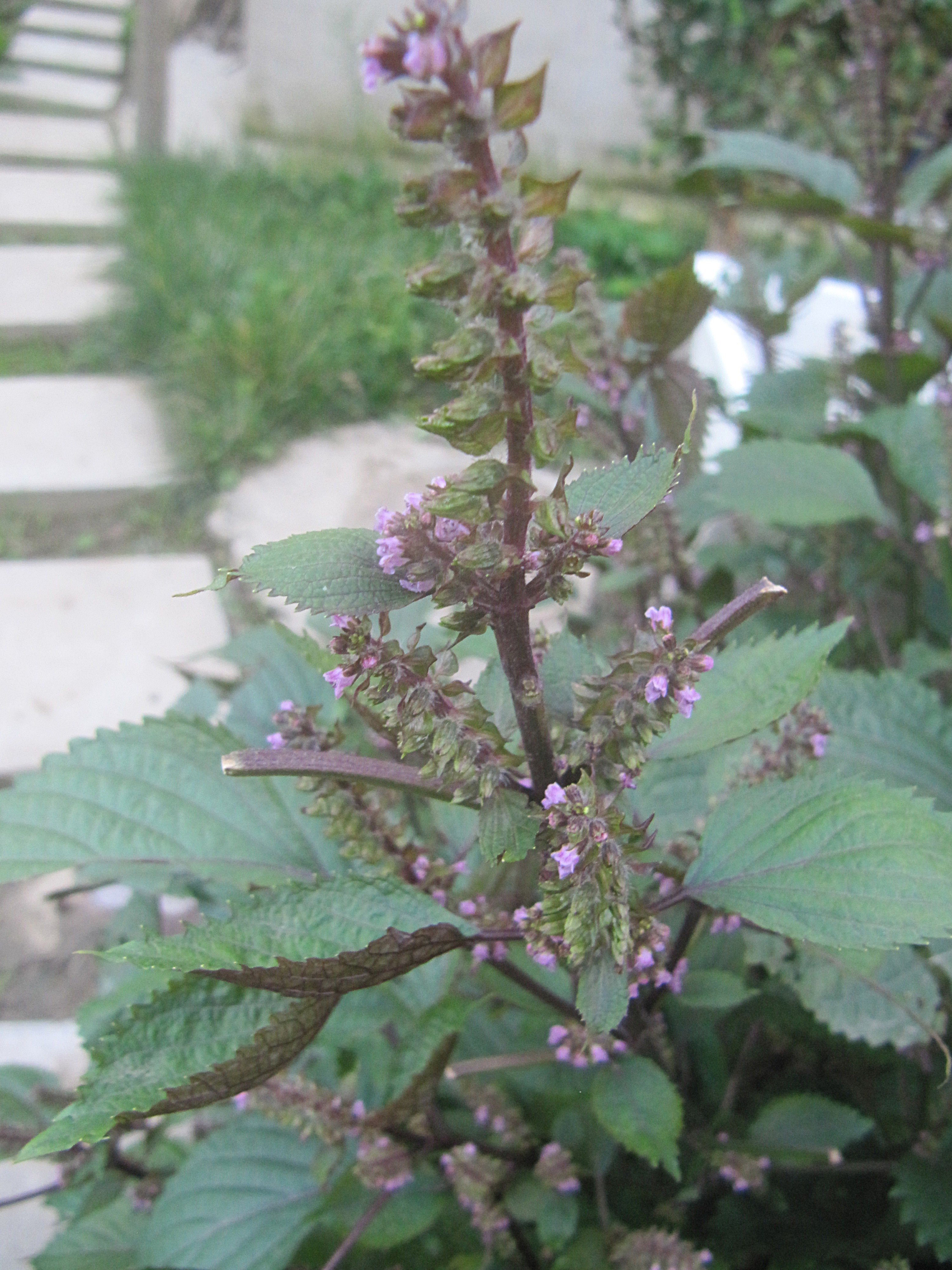
La Pérille de Nankin est fréquemment confondue avec les coléus

Les coléus peuvent être confondues notamment avec les plantes du genre Perilla, parmi lesquelles la Pérille de Nankin (Perilla frutescens), une plante cultivée asiatique pour laquelle il existe aussi des cultivars colorés.

## Répartition
Ces plantes proviennent des forêts tropicales d'Asie, d'Amérique, d'Afrique et d'îles du Pacifique.

## Utilisation
L'espèce type, Coleus aromaticus (Plectranthus amboinicus), aussi appelé origan cubain, est utilisée comme plante aromatique et médicinale. 
Connue aussi sous ses anciens noms scientifiques Coleus blumei ou C. pumilus, l'espèce Plectranthus scutellarioides est à l'origine de nombreux hybrides ou des cultivars, dont l'intérêt ornemental réside principalement dans le feuillage décoratif. Les Mazatèques de Oaxaca utilisent cette plante pour ses propriétés psychotomimétiques.
Le Coléus de l'Inde (Plectranthus barbatus), anciennement Coleus forskohlii ou C. barbatus, est largement cultivée pour ses composants aux propriétés médicinales et notamment un diterpénoïde contenu dans ses racines, le coléonol ou forskoline qui lui vaut aussi le nom usuel de Coléus à forskoline.

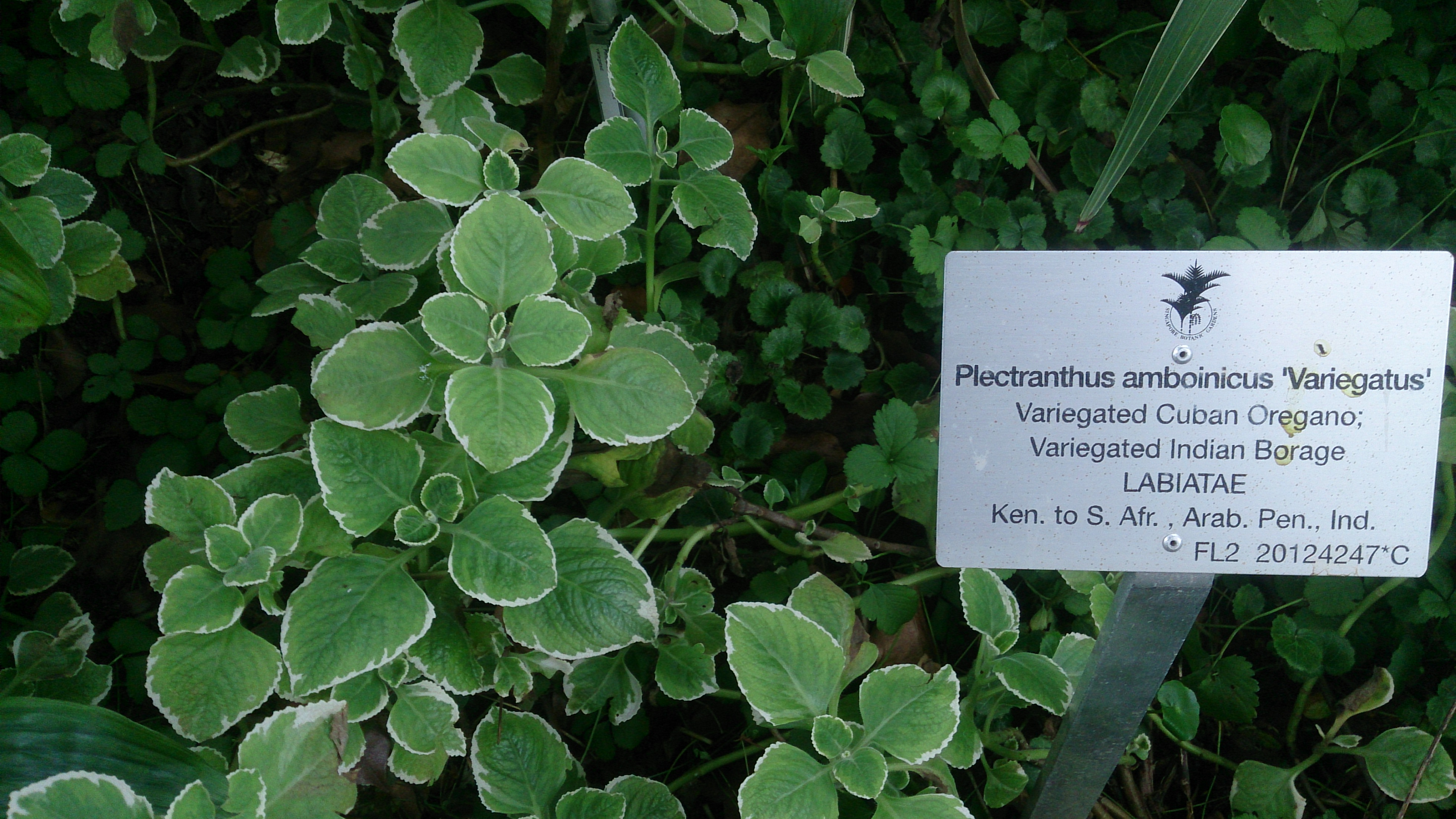
« Origan » cubain (Plectranthus amboinicus, ici la variété 'Variegatus')
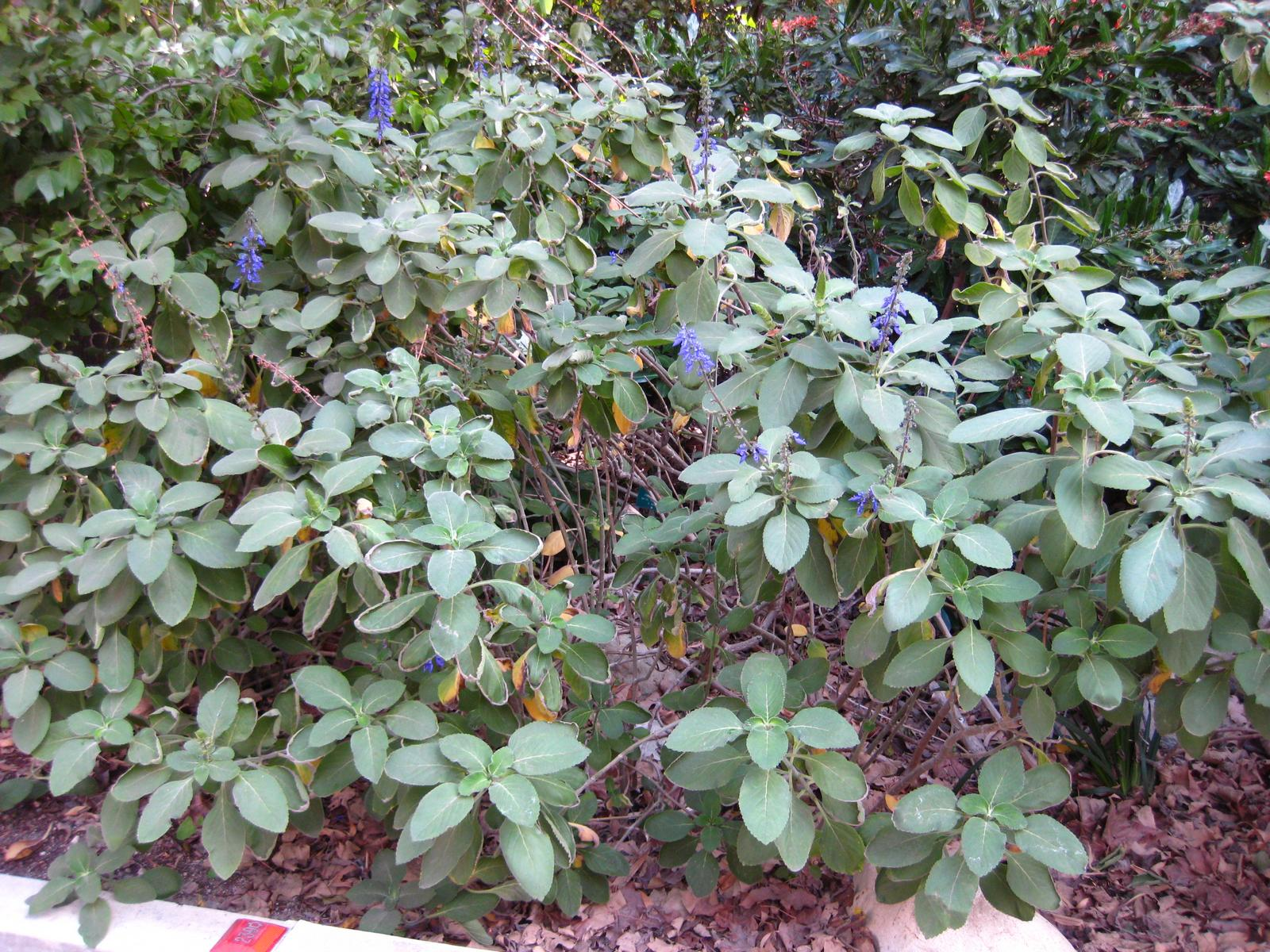
Le coléus à forskoline (Plectranthus barbatus)
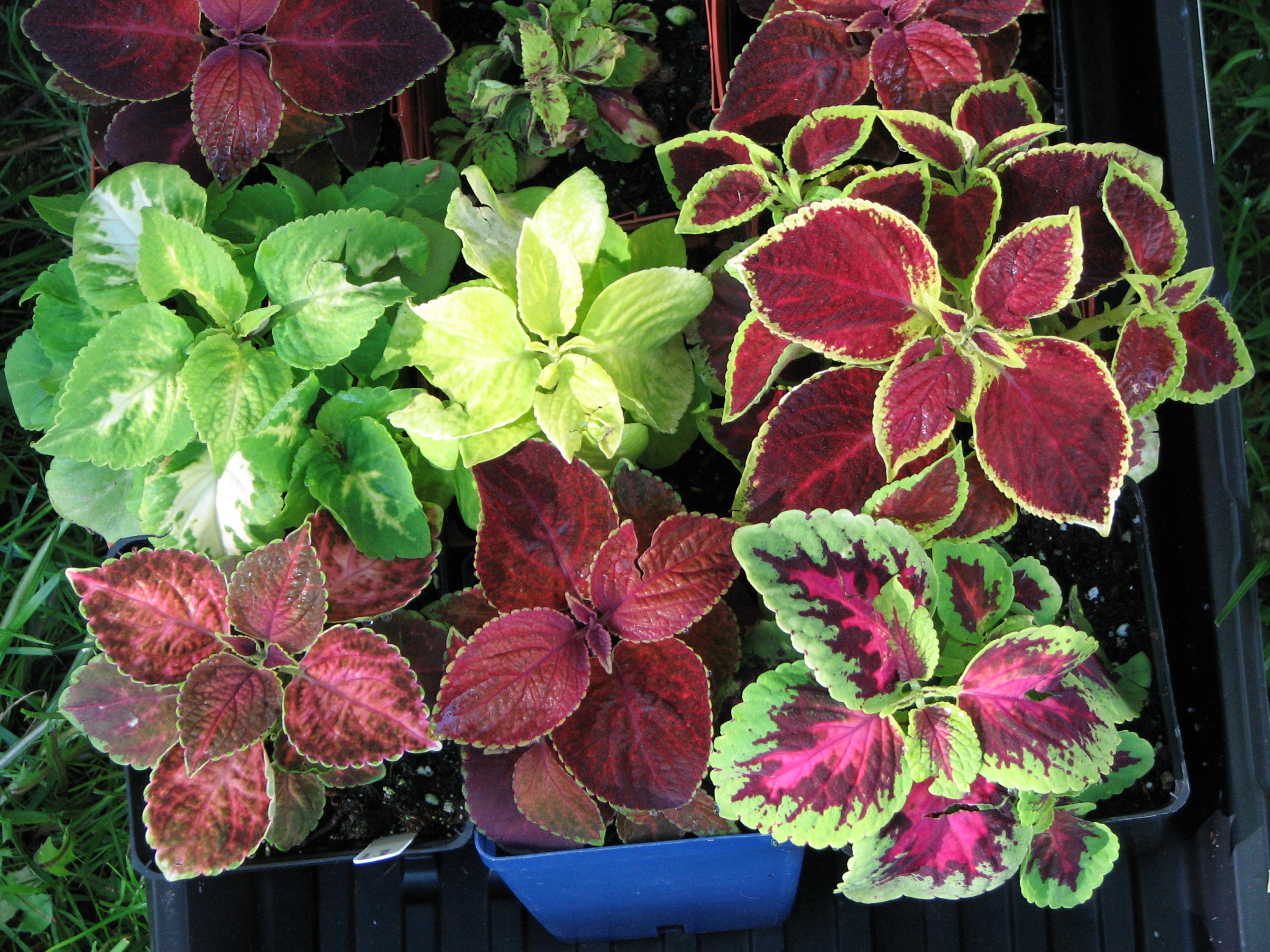
Jeunes plants de coléus issu de Plectranthus scutellarioides

## Culture
Les Coléus sont des plantes de culture facile. Elles poussent bien dans un sol léger et riche (un mélange 3/4 terreau-1/4sable grossier) avec une exposition lumineuse, mais pas de plein soleil. 
Elles ne supportent pas les températures basses et il faut les rentrer en hiver si elles descendent en dessous de 10°c. 
Elles nécessitent un arrosage copieux en été et le sol doit rester humide en hiver, mais le sol ne doit pas être détrempé car elles sont sensibles à la pourriture.
Le bouturage est facile : une tige d'environ 15–20 cm dans un verre d'eau produit en quelques semaines de nombreuses racines, donnant une bouture qu'il suffit d'alors planter.

## Déprédateur
Cette plante est très appréciée des chenilles du papillon de nuit Ctenoplusia accentifera Lefebvre (dont le nom français est Plusie de la Menthe car il affectionne aussi la menthe).

## Classification

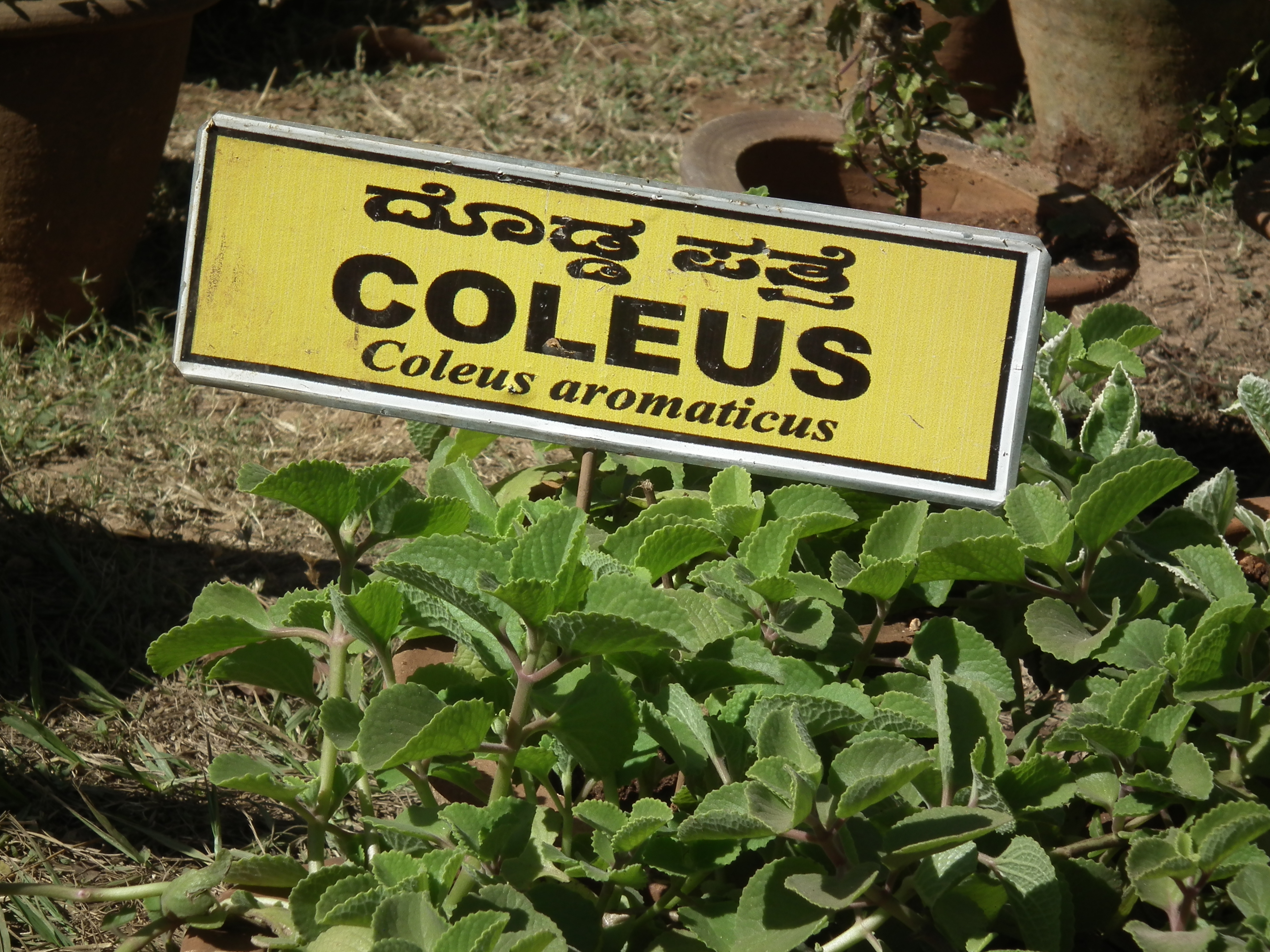
L'espèce type du genre Coleus, Coleus amboinicus Lour. (Coleus aromaticus (Roxb.) Benth. est un synonyme), a été renommée Plectranthus amboinicus en 1825 par Sprengel.

En classification classique de Cronquist (1981) aussi bien qu'en classification phylogénétique APG III (2009), les espèces sauvages ou cultivées sont classées dans la famille des Lamiaceae, ordre des Lamiales.

### Histoire du genre
À l'origine, toutes ces plantes étaient regroupées en un genre botanique nommé Coleus. 
Le genre Coleus a été décrit en 1790 par João de Loureiro. Il tient son origine du mot grec koleos qui signifie fourreau, allusion à la disposition des étamines, dans une sorte de gaine.
Par la suite, les espèces ont été classées ailleurs, notamment dans Solenostemon. Au début du XXIe siècle l'espèce type, Coleus amboinicus, a été placée dans Plectranthus sous le nom binominal de Plectranthus amboinicus. Coleus est donc généralement considéré comme un synonyme du genre Plectranthus LHér. 1788,,.
Les plantes cultivées décoratives, traditionnellement nommées « coléus » en français, correspondaient à l'espèce Coleus blumei, nommée ainsi en hommage au botaniste néerlandais Carl Ludwig Blume qui l'a découverte à Java et rapportée en Europe au milieu du XIXe siècle. Fréquemment renommée par la suite, notamment Solenostemon scutellarioides en 2006, ces coléus d'ornement sont depuis 2012 assimilés à l'espèce Plectranthus scutellarioides. Depuis 2019 redevenue Coleus scutellarioides.

### Liste d'espèces
Quelques espèces de Coleus obsolètes et taxons valides selon GRIN (27 octobre 2015) :
- Coleus alpinus Vatke = Plectranthus alpinus (Vatke) Ryding
- Coleus amboinicus Lour. = Plectranthus amboinicus (Lour.) Spreng.
- Coleus aromaticus auct. = Plectranthus amboinicus (Lour.) Spreng.
- Coleus aromaticus (Roxb.) Benth. = Plectranthus scutellarioides (L.) R. Br.
- Coleus assurgens Baker = Plectranthus alpinus (Vatke) Ryding
- Coleus autranii Briq. = Plectranthus autranii (Briq.) A. J. Paton
- Coleus barbatus (Andrews) Benth. = Plectranthus barbatus Andrews
- Coleus blumei Benth. = Plectranthus scutellarioides (L.) R. Br.
- Coleus blumei var. verschaffeltii (Lem.) Lem. = Plectranthus scutellarioides (L.) R. Br.
- Coleus dazo A. Chev. = Plectranthus esculentus N. E. Br.
- Coleus edulis Vatke = Plectranthus punctatus subsp. edulis (Vatke) A. J. Paton
- Coleus esculentus (N. E. Br.) G. Taylor = Plectranthus esculentus N. E. Br.
- Coleus forskohlii auct. = Plectranthus barbatus Andrews
- Coleus frederici G. Taylor = Plectranthus welwitschii (Briq.) Codd
- Coleus hybridus hort. ex Voss = Plectranthus scutellarioides (L.) R. Br.
- Coleus lanuginosus Hochst. ex Benth. = Plectranthus lanuginosus (Hochst. ex Benth.) Agnew
- Coleus neochilus (Schltr.) Codd = Plectranthus neochilus Schltr.
- Coleus parviflorus Benth. = Plectranthus rotundifolius (Poir.) Spreng.
- Coleus pumilus Blanco = Plectranthus scutellarioides (L.) R. Br.
- Coleus rotundifolius (Poir.) A. Chev. & Perrot = Plectranthus rotundifolius (Poir.) Spreng.
- Coleus scutellarioides (L.) Benth. = Plectranthus scutellarioides (L.) R. Br.
- Coleus tuberosus A. Rich. = Plectranthus punctatus subsp. edulis (Vatke) A. J. Paton
- Coleus tuberosus (Blume) Benth. = Plectranthus rotundifolius (Poir.) Spreng.
- Coleus verschaffeltii Lem. = Plectranthus scutellarioides (L.) R. Br.